# 深き河
深き川（ふかきかわ、Deep River）は、黒人霊歌の一つである。
非常に古くから世界的に知られ、オーケストラにおいても数多くの編曲がなされている。
日本の作家遠藤周作はこの曲にインスパイアされて小説『深い河』（ディープリバー）を書いた。

## 歌詞
Deep River
Deep river, my home is over Jordan.
Deep river, Lord, I want to cross over into camp ground.
Oh, don't you want to go to that gospel feast.
That promised land where all is peace.
深い川
深い川よ、私の故郷はヨルダンのかなたにある。
深い川よ、私はお前を越えて、仲間たちの元へと帰りたい。
おお、お前もあの福音の宴に行ってみたいとは思わないか？
そこでは、すべてのものが平和であることが約束されているという。